# Pomnik św. Jana Nepomucena w Bydgoszczy
Pomnik św. Jana Nepomucena – nepomuk położony w pobliżu katedry w Bydgoszczy.
Jedna z najstarszych wolno stojących rzeźb św. Jana Nepomucena w północnej Polsce.

## Historia
Nie są znane dokładnie wczesne dzieje figury. Jej istnienie po raz pierwszy wzmiankuje wizytacja parafii bydgoskiej w 1745 r., a zatem wykonanie posągu można odnosić do pierwszych lat po kanonizacji kapłana, dokonanej w 1729 r. Pierwotnie figura była umieszczona po południowej stronie prezbiterium kościoła farnego, na czynnym do początku XIX wieku cmentarzu parafialnym. Stała na ceglanym słupie o wysokości 3 metrów. Głowę świętego wieńczyła aureola z pięcioma gwiazdami. W 1762 r. władze Bydgoszczy ufundowały „lampę do świętego Jana Nepomucena”, co świadczy o tym, że jeszcze w XVIII wieku figura była iluminowana.    
Przeniesienie pomnika nad brzeg Brdy wiąże się z działaniami konserwatorskimi, przeprowadzanymi w latach 50. XX w. przez proboszcza fary ks. Franciszka Ksawerego Hanelta. Niwelacja gruntu w 1954 r. spowodowała konieczność rozbiórki ceglanego słupa, na którym stała figura. Podczas przenosin na granitowy postument usunięto gwieździstą aureolę posągu.

## Opis
Posąg znajduje się na skwerze, po północnej stronie katedry św. Marcina i Mikołaja, nad brzegiem Brdy, w sąsiedztwie Jazu Farnego. Figura jest wykuta z piaskowca i mierzy 1,4 m wysokości. Znajduje się na granitowym postumencie o wysokości 1,63 m.
Postać świętego odziana jest w szaty kapłańskie skrojone na barokową modłę.  Na szaty składa się sutanna, komża w typie zastrzeżonym dla prałatów i kanoników, humerał, rzymski kołnierz oraz biret na głowie. W obu rękach trzyma krucyfiks, do którego przywiązany był odpust zupełny pod pewnymi warunkami, możliwy do uzyskania w godzinie śmierci.
Nie jest znany twórca dzieła, a zdradza ono rękę wytrawnego artysty.

## Inne wizerunki św. Jana Nepomucena w Bydgoszczy
Z wizytacji kanonicznej kościoła mariackiego Karmelitów (1816) wiadomo, że wizerunek św. Jana Nepomucena zdobił ołtarz Przemienienia Pańskiego w tej świątyni. Obraz ten, datowany na początek XIX wieku, został w 1817 r. przeniesiony do bocznego ołtarza pokarmelickiego kościoła w Kcyni, z powodu kasacji bydgoskiego klasztoru karmelitów.